# The Clash
The Clash foi uma banda inglesa de punk rock, formada em 1976 como parte da primeira onda do punk britânico (em 1977). Além do punk, experimentou outros gêneros musicais, como reggae, ska, dub, funk, rap, surf e rockabilly. Durante grande parte de sua carreira, o Clash consistiu em Joe Strummer (vocalista principal, guitarra rítmica), Mick Jones (guitarra principal, vocal de apoio e vocal principal em algumas canções), Paul Simonon (baixo, vocal de apoio e ocasionalmente vocais principais) e Nicky "Topper" Headon (bateria, percussão). Headon deixou o grupo em 1982 e atritos internos resultaram na saída de Jones no ano seguinte. O grupo prosseguiu com novos membros, mas acabou no início de 1986.
The Clash foi grande sucesso no Reino Unido a partir do lançamento de seu álbum de estreia, The Clash, em 1977. O terceiro álbum do grupo, London Calling, lançado no Reino Unido em dezembro de 1979, trouxe-lhe popularidade nos Estados Unidos, ao ser lançado neste país no mês seguinte. Aclamado pela crítica, foi declarado o melhor álbum dos anos 1980 na década seguinte pela revista Rolling Stone.
As letras politizadas do Clash, sua experimentação musical e atitude rebelde tiveram uma influência profunda no rock, em especial no rock alternativo. Eles são amplamente referidos como "a única banda que importa", uma alcunha comercial originalmente introduzida pela gravadora do grupo, a CBS. Em janeiro de 2003, a banda, incluindo o baterista original, Terry Chimes, foi introduzida no Rock and Roll Hall of Fame. Em 2004, a Rolling Stone classificou o Clash como trigésimo maior artista de todos os tempos.

## Biografia

### Formação e primórdios da banda
Formado originalmente por John Mellor, mais conhecido como Joe Strummer (vocais, guitarra rítmica), Mick Jones (vocais, guitarra), Paul Simonon (baixo e vocais), Keith Levene (guitarra guia) e Terry Chimes, creditado no primeiro LP como "Tory Crimes" (bateria), o Clash foi formado em Londres em 1976, durante a primeira leva do punk britânico. Strummer fazia parte dos The 101ers e Jones e Simonon da lendária banda de proto-punk London SS. Por influência do empresário Bernie Rhodes, Levene e Simonon recrutaram Strummer. Estava formado o Clash. Keith Levene foi o guitarrista da banda neste começo, mas depois de cinco shows abandonou o grupo sob circunstâncias ambíguas e se juntou ao Public Image Ltd..
Depois do lançamento do primeiro álbum do Clash, Chimes foi substituído pelo baterista Topper Headon. Inicialmente a banda foi conhecida por sua visão extremamente esquerdista e pelas roupas que eles pintavam com slogans revolucionários. O primeiro show foi em 1976 como banda de apoio dos Sex Pistols, e então eles assinaram contrato com a CBS Records. O Clash lançou seu primeiro compacto ("White Riot") e seu primeiro álbum (The Clash) em 1977, alcançando sucesso considerável no Reino Unido. Apesar disso a CBS se recusou a lançá-los nos Estados Unidos, só o fazendo dois anos depois.
The Clash foi um álbum de punk rock britânico seminal. A maioria das canções eram porradas de 2-3 minutos, mas as composições e melodias superiores destacaram Strummer e Jones entre a maioria de seus contemporâneos. Incluiria também a primeira evidência de sua habilidade, que se repetiria por toda a carreira da banda, de absorver um estilo musical e dar a ele uma atmosfera própria, aqui com uma versão do clássico do reggae “Police and Thieves”.
Seu álbum seguinte, Give 'Em Enough Rope, foi o primeiro a apresentar Topper Headon em todas as faixas. Rope foi lançado em 1978, alcançando a segunda colocação na parada de sucessos britânica, mas fracassando em sua tentativa de penetrar no maior mercado mundial de canção, os Estados Unidos.

### Sucesso nos Estados Unidos
Give 'Em Enough Rope foi o primeiro álbum do Clash lançado nos E.U.A., e para divulgá-lo a banda organizou uma turnê norte-americana em 1979. Seu primeiro álbum só sairia ali em julho de 1979, então em versão drasticamente revisada e editada a partir da lançada anteriormente.
O sucesso de crítica e de vendas do Clash nos Estados Unidos veio com London Calling, um álbum duplo lançado em 1979 (pelo preço de um simples, por exigência da banda). Além do punk, apresentava uma gama variada de estilos, incluindo o rockabilly e reggae. É considerado o melhor álbum do Clash, e foi eleito um dos 10 melhores álbuns de sempre pela revista Rolling Stone.
A seguir veio Sandinista!, álbum triplo pelo preço de um duplo, lançado no final de 1980. A banda continuou como o seu experimentalismo com o reggae ou o dub, se expandindo em direção a outras técnicas de produção e estilos musicais, que incluíam jazz e hip-hop. O resultado confundiu os novos fãs e as vendas caíram, embora tenham se saído melhor nos E.U.A. Depois do lançamento de ‘’Sandinista!’’, o Clash entrou em sua primeira turnê mundial, visitando países da Ásia e da Oceania. Hoje é considerado uma obra prima do rock quer pela sua versatilidade quer pela sua aguda critica social e politica, sendo um dos álbuns da historia com uma maior legião de fans que sucessivas gerações de jovens adotam como o melhor album de intervenção da historia de que a icónica canção Charlie Don’t Surf baseada numa cena do filme Apocalypse Now de F.F. Coppola é a melhor representante.
Em 1982, a banda retornou com o mais vendido de seus álbuns, Combat Rock, apresentando os sucessos "Rock the Casbah" e "Should I Stay Or Should I Go?".

### Tensões e dissolução
Os sintomas aparentemente passaram despercebidos com o sucesso de Combat Rock, mas, depois deste álbum, o Clash começou lentamente a se desintegrar. Topper Headon foi demitido devido à problemas com drogas, e o baterista original da banda, Terry Chimes, foi chamado de volta para a turnê seguinte. Depois da turnê Combat Rock de 1982 ele saiu do Clash, convencido de que o grupo não duraria muito tempo com todas as brigas e desentendimentos. Em 1983, depois de uma longa busca por um novo baterista, Pete Howard foi recrutado e tocou com a formação original em alguns shows nos Estados Unidos.
Em setembro de 1983, Strummer e Simonon expulsaram Jones da banda, citando seu comportamento problemático e divergências musicais. Depois de uma série de testes, a banda contratou Nick Shepperd e Vince White, ambos com 23 anos, como seus novos guitarristas. Eles voltaram a se apresentar em janeiro de 1984, e no final do mesmo ano anunciaram que um novo disco estava a caminho.
As sessões de gravação deste novo álbum foram decepcionantes, com o empresário Bernie Rhodes recusando o talento considerável de Howard em favor de uma bateria eletrônica, alterando drasticamente os arranjos das canções e baseando o som da banda em sintetizadores.
Desiludidos com o álbum, Strummer levou o Clash para viajar pela Inglaterra e Escócia, tocando de graça em esquinas e bares. O grupo apresentou seus últimos shows em 1985. Enquanto isso, Cut the Crap era lançado, sendo bombardeado pelas críticas e sofrendo vendas pífias.

### Carreiras pós-Clash
Joe Strummer atuou em alguns filmes, gravou trilhas sonoras e tocou com algumas bandas de sucesso limitado. No final dos anos 90, ele reuniu um grupo chamado The Mescaleros, assinando com o selo punk Hellcat Records e lançando um álbum chamado Rock Art and the X-Ray Style. A banda passou a fazer turnês pelos Estados Unidos e Inglaterra, tocando, além de suas canções, sucessos do Clash e clássicos do reggae. Em dezembro de 2002, Strummer morreu subitamente aos 50 anos vítima de um ataque cardíaco. O álbum do Mescaleros em que ele estava trabalhando, Streetcore, foi lançado postumamente em 2003 e foi bem recebido pela crítica.
Depois do fim do The Clash, Paul Simonon entrou para um grupo chamado Havana 3AM, que gravou somente um álbum no Japão e se separou. Posteriormente Simonon voltaria às suas raízes de artista visual, organizando várias galerias de arte. Sua relutância em voltar a tocar foi citado como a principal razão de o Clash ter sido uma das poucas bandas punks britânicas dos anos 70 que não se aproveitou da febre de nostalgia punk que assolou o final dos anos 90 para tentar relançar a carreira. Atualmente, faz parte da banda virtual Gorillaz, justo com Jones, e The Good, the Bad and the Queen, formada por Damon Albarn (vocalista), o ex-membro do The Verve e guitarrista do Blur e Gorillaz Simon Tong e o baterista da banda Africa '70 de Fela Kuti Tony Allen. Tal banda tem feito bastante sucesso de crítica e de público.
Mick Jones, após sair do CLASH, por desentendimentos com os outros integrantes, fundou e participou da banda Big Audio Dynamite - BAD (banda de beat reggae dub), na qual alcançou relativo sucesso no final dos anos 1980 e início dos 1990; e atualmente encontra-se na banda Carbon/Silicon e também faz parte da banda virtual Gorillaz como guitarra base.
Depois de ser despedido do Clash, Topper Headon seguiu sem rumo com seu vício em heroína. Ele formou uma banda de jazz que durou pouco tempo. Até a gravação do documentário de Don Letts sobre o Clash, Westway To The World, Headon tinha sumido do mundo da canção. Atualmente ele está limpo e continua a tocar. Foi em um de seus shows que ele ficou sabendo da morte de Joe e, em 2003, anunciou que tocaria em tributo ao antigo companheiro de banda.

### Política
A música da banda era frequentemente carregada de ideologia política anarquista e socialista. Joe Strummer, em particular, foi um militante comprometido. O Clash é creditado como a banda pioneira na defesa da política radical no punk rock, sendo seus membros conhecidos como os "bagunçeiros pensantes" por muitos simplesmente por expressarem um posicionamento político diferente dos outros grupos da época. Assim como a maioria das primeiras bandas de punk, o Clash protestava contra a monarquia e a aristocracia, mas, ao contrário destas, o Clash rejeitava o niilismo. Ao invés disso, eles se solidarizaram com diversos movimentos de libertação da época, tendo participado ativamente de grupos como a Anti-Nazi League (em português:  Liga Anti-Nazista). Em abril de 1978, o Clash foi a principal atração do show Rock Against Racism no Victoria Park em Londres, que teve o comparecimento de 80.000 pessoas. Nele, Strummer vestiu uma polêmica camiseta com as palavras "Brigate Rosse" e o emblema da facção Baader-Meinhof estampadas no centro. Ele declarou posteriormente que usou a camiseta não para apoiar os grupos terroristas, mas para chamar atenção para a existência deles. Na canção "Tommy Gun", o grupo renuncia à luta armada.
A visão política da banda era expressada explicitamente em letras de canções como "White Riot", que encorajava os jovens brancos a entrarem para organizações que defendem os direitos dos negros; "Career Opportunities", que tratava da alienação dos mal-pagos, dos trabalhos rotineiros e o descontentamento com a falta de alternativas no mercado de trabalho; e "London's Burning", que falava da desolação e do tédio no interior da capital britânica. A artista Caroline Coon, associada à cena punk, argumentou que "estas fortes canções militaristas eram o que precisávamos durante o começo do Thatcherismo". Os interesses políticos da banda aumentaram em gravações posteriores. O título de Sandinista! celebrava os rebeldes de esquerda que haviam derrubado o déspota nicaragüense Anastasio Somoza, e o álbum era preenchido com canções politicamente orientadas que se estendiam para muito além das costas britânicas: "Washington Bullets" abordava as operações militares secretas ao redor do globo, enquanto "The Call-Up" era uma reflexão sobre a política de conscrição dos Estados Unidos. A faixa "Straight to Hell" de Combat Rock foi descrita pelos críticos de música Simon Reynolds e Joy Press como uma "volta ao mundo em guerra cinco versos pelas zonas de inferno onde crianças-soldados definham".
A ideologia política da banda se refletia em sua resistência às motivações da indústria musical que visavam o lucro habitual; mesmo em seu auge, os preços de ingressos para shows e lembranças eram razoáveis. O grupo insistiu para que a CBS vendesse seus álbuns duplo e triplo London Calling e Sandinista! pelo preço de um único álbum cada (cerca de cinco libras esterlinas na época), obtendo êxito com o primeiro e se comprometendo a vender o segundo por £5,99 e concedendo todos os direitos de shows até que as primeiras 200.000 cópias fossem vendidas. Estes princípios de valor por dinheiro significavam que eles estavam sempre em dívida com a CBS, só começando a atingirem a independência financeira em 1982.

## Legado e influência
De acordo com o The Times, o álbum de estreia do Clash é, ao lado de Never Mind The Bollocks, Here's The Sex Pistols, "a declaração definitiva do punk" e London Calling "continua sendo um dos álbuns de rock mais influentes". Na lista de 2003 da Rolling Stone dos 500 melhores álbuns de todos os tempos, London Calling aparece em oitavo, a melhor colocação de uma banda punk. The Clash apareceu na 77a posição e Sandinista! na 404a. Na lista de 2004 da revista das 500 melhores canções de todos os tempos, "London Calling" aparece em décimo quinto, mais uma vez a melhor colocação de uma banda punk. Outras quatro canções do Clash aparecem na lista: "Should I Stay Or Should I Go" (228), "Train In Vain" (292), "Complete Control" (361) e "White Man In Hammersmith Palais" (430). "London Calling" apareceu em 48o na lista das 100 melhores canções que utilizam guitarra elétrica da mesma publicação.

## Integrantes

### Formação Clássica
- Joe Strummer - Vocal e Guitarra (1976-1986)
- Paul Simonon - Baixo e Vocal (1976-1986)
- Mick Jones - Guitarra e Vocal (1976-1983)
- Topper Headon - Bateria (1977-1983)

### Demais Membros
- Terry Chimes - Bateria (1976;1977;1982-1983)
- Rob Harper - Bateria (1976-1977)
- Pete Howard - Bateria (1983-1986)
- Keith Levene - Guitarra (1976)
- Nick Sheppard - Guitarra (1983-1986)
- Vince White - Guitarra (1983-1986)

## Discografia

### Álbuns de estúdio
- 1977: The Clash
- 1978: Give 'Em Enough Rope
- 1979: London Calling
- 1980: Sandinista!
- 1982: Combat Rock
- 1985: Cut the Crap

### Compilações
- 1988: The Story of the Clash, Volume 1
- 1991: The Singles
- 1994: Super Black Market Clash
- 2003: The Essential Clash
- 2004: London Calling: 25th Anniversary Legacy Edition
- 2007: The Singles

### Box Sets
- 1991: Clash on Broadway
- 2006: Singles Box

### Ao vivo
- 1999: From Here to Eternity: Live
- 2008: The Clash: Live At Shea Stadium

### EPs
- 1977: Capital Radio
- 1979: The Cost of Living
- 1980: Black Market Clash